# Beltaine
Beltaine – polski folkowy zespół muzyczny, którego inspiracją jest tradycyjna muzyka Irlandii, Szkocji i Bretanii łączona z muzyką współczesną.

## Historia
Beltaine powstało w 2002 w Katowicach. W 2004 wydali swój debiutancki album Rockhill, który zdobył nagrodę Wirtualne Gęśle w internetowym głosowaniu na najlepszą folkową płytę roku 2004. Również drugi album - "KONCENtRAD", został laureatem plebiscytu Wirtualne Gęśle w roku 2008. W 2010 grupa wydała swój trzeci album - Triú, który także zdobył nagrodę Wirtualne Gęśle. Nagroda została tym razem wręczona dopiero 13 listopada 2011 podczas występu grupy Beltaine w Białołęckim Ośrodku Kultury (Warszawa); statuetkę Wirtualnych Gęśli wręczył Eddie Brannigan – Pierwszy Sekretarz Ambasady Irlandii w Polsce.
Zespół daje około 100 koncertów rocznie. Koncertował także za granicą (m.in.: Festiwal Beltaine - Słowacja, Folkovy Kvitek - Czechy, Międzynarodowy Festiwal Ethno-Jazz – Mołdawia), Guinness Irish Festival w Szwajcarii, Rainforest World Music Festival w Malezji. Grupa jest współorganizatorem kilku imprez celtyckich, m.in. Irlandzkiej Majówki oraz Festiwalu Muzyki Celtyckiej "Zamek" w Będzinie. 
Od 2014 roku wraz z zespołem tańca irlandzkiego Glendalough Beltaine tworzy widowisko muzyczno-taneczne "Beltaine & Glendalough - muzyka i taniec". Wcześniej muzycy współpracowali z zespołem tańca irlandzkiego i szkockiego Comhlan w widowisku Celtic Motion Project.

## Muzycy

### Obecny skład

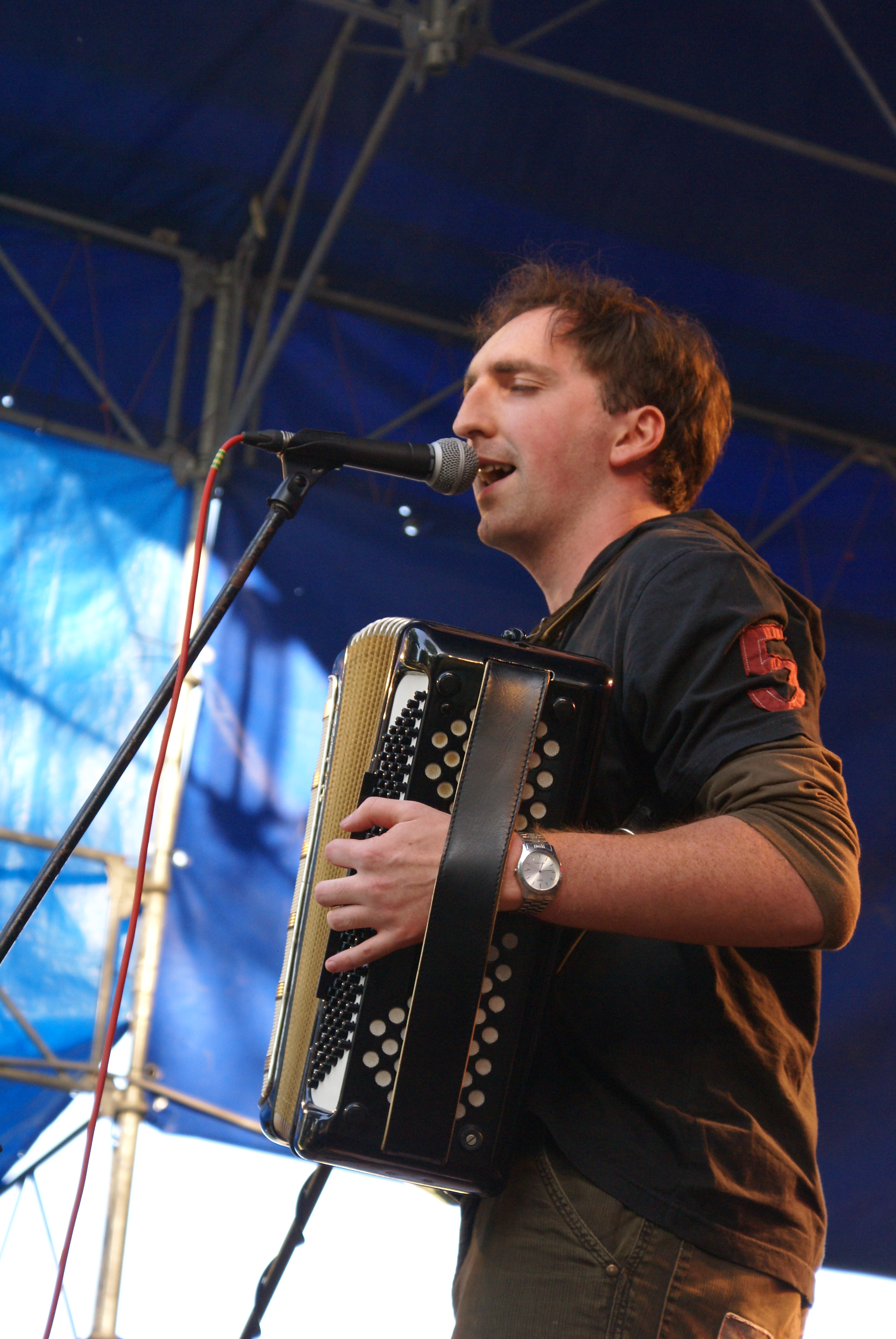
Grzegorz Chudy (2007)

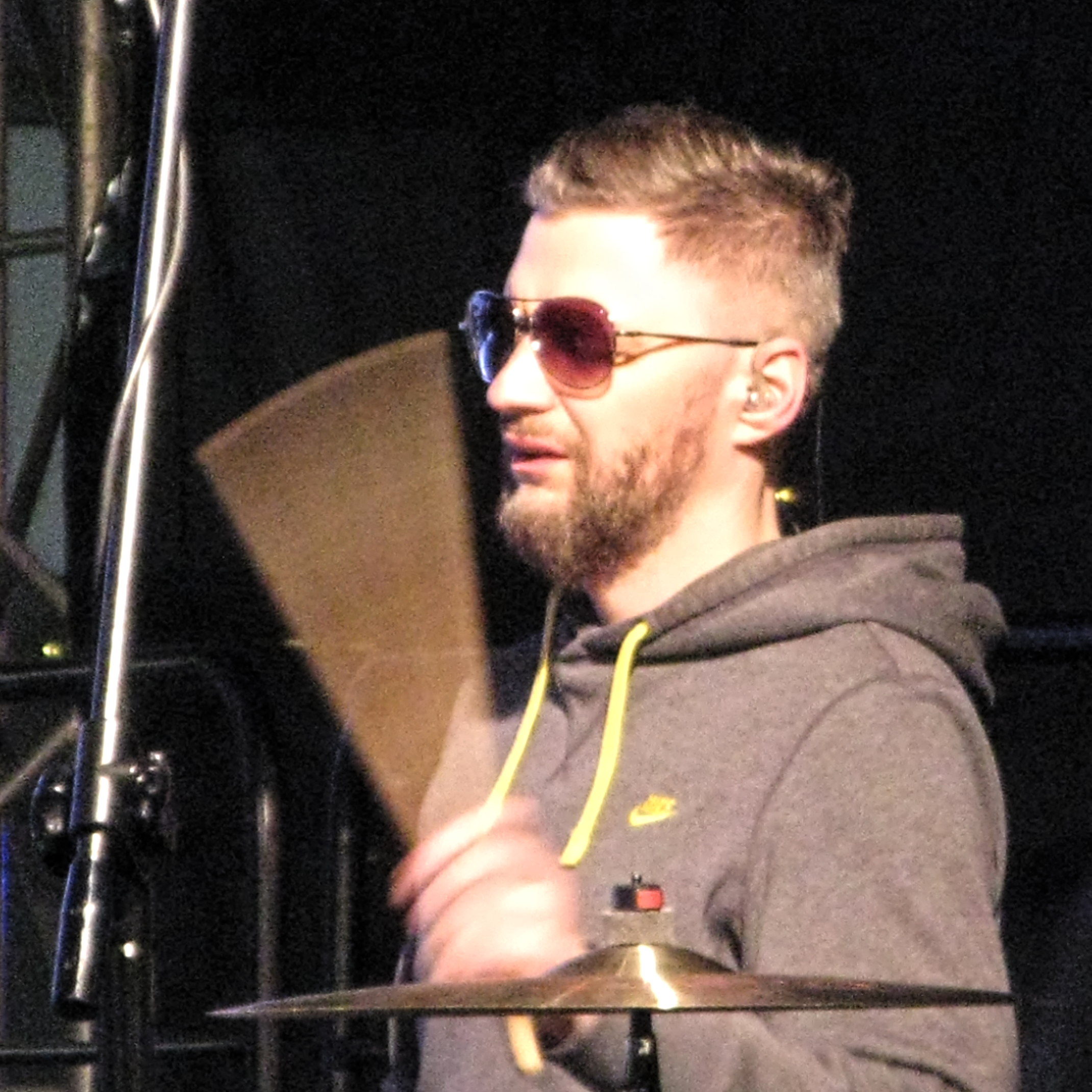
Spacepierre (2018)

- Łukasz "Coolesz" Kulesza (gitara akustyczna) - zamieszkały w Katowicach, lekarz okulista, absolwent Śląskiej Akademii Medycznej, jeden z założycieli zespołu.
- Adam Romański (skrzypce). Mieszka w Imielinie. Absolwent Śląskiej Akademii Muzycznej. W zespole od października 2002 roku. Gra również w zespole Krzikopa[4] (wraz ze spacepierre'm)
- Jakub "Goldfinch" Szczygieł (flet irlandzki, tin whistle). W zespole od 2019 roku.
- Adam Stodolski (gitara basowa, kontrabas). Znany m.in. z zespołów 100nka i współpracy z Abradabem. W Beltaine od 2019 roku.
- Jan Gałczewski (mandolina, gitara elektryczna, dudy gaita, bodhran, buzuki irlandzkie), pochodzący z Jędrzejowa mieszkaniec Krakowa. Architekt po Politechnice Krakowskiej. W zespole od marca 2003 roku. Swoje pierwsze sceniczne kroki stawiał w krakowskich pubach z zespołem Blues Obsession.
- Jan Kubek (instrumenty perkusyjne: cajon, djembe, darbuka, tabla, bongosy). Zamieszkały w Krakowie. Z wykształcenia technik budowy płatowców. W zespole od września 2005. Współpracował między innymi z takimi zespołami jak: Magiczne Karpaty, Que Passa, Scaur, teatr Biogrupa. Muzyk zespołu Viva Flamenco.
- Spacepierre (perkusja, elektronika). Zamieszkały w Katowicach, znany m.in. z zespołów Krzikopa, Muariolanza, MEQ, założyciel i lider cyberpunkowego zespołu hipiersoniK. Kompozytor, aranżer i producent muzyczny. Współpracował z zespołem Raz, Dwa, Trzy (nowe aranżacje na Męskie Granie 2012 oraz klubową trasę Raz Dwa Trzy + Spitfire 2013. Jako perkusista udziela się w środowisku klubowym, jazzowym, latynoskim, oraz aktorskim (m.in. Wojciech Brzeziński, Mariusz Kiljan). Od wielu lat orędownik łączenia elektroniki z żywym graniem.

### Byli członkowie zespołu
- Grzegorz "Hoody" Chudy (2002-2018) (akordeon, flety, tin whistle, low whistle, wokal, łyżki, bombarda) - zamieszkały w Katowicach, absolwent polonistyki na Uniwersytecie Śląskim, jeden z założycieli zespołu. Zespołowy frontman, specjalista od instrumentów dętych, dyrektor artystyczny Festiwalu Muzyki Celtyckiej "Zamek" w Będzinie.
- Mateusz "Maths" Sopata (2006-2015) (perkusja)
- Bartłomiej Dudek (gitara basowa)

## Dyskografia
- Rockhill (2004)
- KONCENtRAD (2007)
- Tríú (2010)
- Live (2011)
- Miusjik (2015)
- Live'15 (2016)
- Observer (2023)

Kompilacje
- The Witcher (2007, CD Projekt)